# Prijevoj Simplon
Prijevoj Simplon (tal. Passo del Sempione) je 2008 metara visok planinski prijevoj između Peninskih i Lepontinskih Alpa u Švicarskoj. Povezuje Brig u kantonu Valais s Domodossolom u talijanskoj regiji Pijemont. Sam prijevoj i obližnja sela, kao Gondo, su na švicarskom teritoriju. Simplonski tunel je početkom 20. stoljeća sagrađen u blizini prijevoja kako bi omogućio željeznički promet između dvije zemlje.
U blizini se nalazi i jezero Rotelsee čija je nadmorska visina 2028 m.

## Vanjske poveznice
|  | Zajednički poslužitelj ima još gradiva o temi Prijevoj Simplon |